# Resolució 570 del Consell de Seguretat de les Nacions Unides
La Resolució 570 del Consell de Seguretat de les Nacions Unides, aprovada per unanimitat el 12 de setembre de 1985 després de lamentar la mort del jutge de la Cort Internacional de Justícia Platon D. Morozov, el Consell va decidir que en concordança a l'Estatut de la Cort les eleccions per cobrir la vacant s'efectuarien el 9 de desembre en una sessió del Consell de Seguretat i durant la quarantena sessió de l'Assemblea General.
Platon Morozov, nascut a Leningrad en 1906, va ser un advocat que va representar a la Unió Soviètica en diverses organitzacions internacionals. Va ser membre de la cort fins al 6 de febrer de 1970, i va ser reelegit el 6 de febrer de 1979 per a un altre període que acabaria en 1988. No obstant això, en 1985 Morozov va haver de renunciar a causa del seu estat de salut, i va ser la segona vegada que un jutge de la CIJ ho feia.